# Clubiona riparia
Clubiona riparia är en spindelart som beskrevs av Ludwig Carl Christian Koch 1866. Clubiona riparia ingår i släktet Clubiona och familjen säckspindlar. Inga underarter finns listade i Catalogue of Life.